# FC Ilves Tampere
El Tampereen Ilves, conocido como Ilves, es un equipo de fútbol de la ciudad de Tampere en Finlandia, juega en la Veikkausliiga, la liga de fútbol más importante del país.

## Historia
El club fue fundado el 10 de abril de 1931 como Ilves Viipuri. En 1945 se trasladó a Tampere, al ser Viipuri anexionada por la Unión Soviética, adoptando el nombre Ilves Kissat Tampere. En 1974 se fusionó con TaPa-Tampereen Palloilijat convirtiéndose en Ilves Tampere, y se unieron a la Primera División en 1979. A finales de la década de 1990, Ilves sufrió serios problemas financieros y su equipo profesional se debía fusionar con el TPV Tampere antes de iniciar la temporada de 1999, pero finalmente el TPV rechazó la fusión, y decidió continuar como equipo propio. Como resultado, el equipo profesional del Ilves se convirtió en el Tampere United, heredando este último el lugar del Ilves en la división más alta, Así, el Ilves no tuvo equipo masculino profesional desde 1999 a 2007. En 2008 volvió al profesionalismo e ingreso a la Kakkonen (tercera categoría), en 2015 regresó a la primera división nacional.     
Ilves ganó el campeonato de la Liga finlandesa en 1983 y la Copa de Finlandia en cuatro ocasiones (1979, 1990, 2019 y 2023).

## Estadio

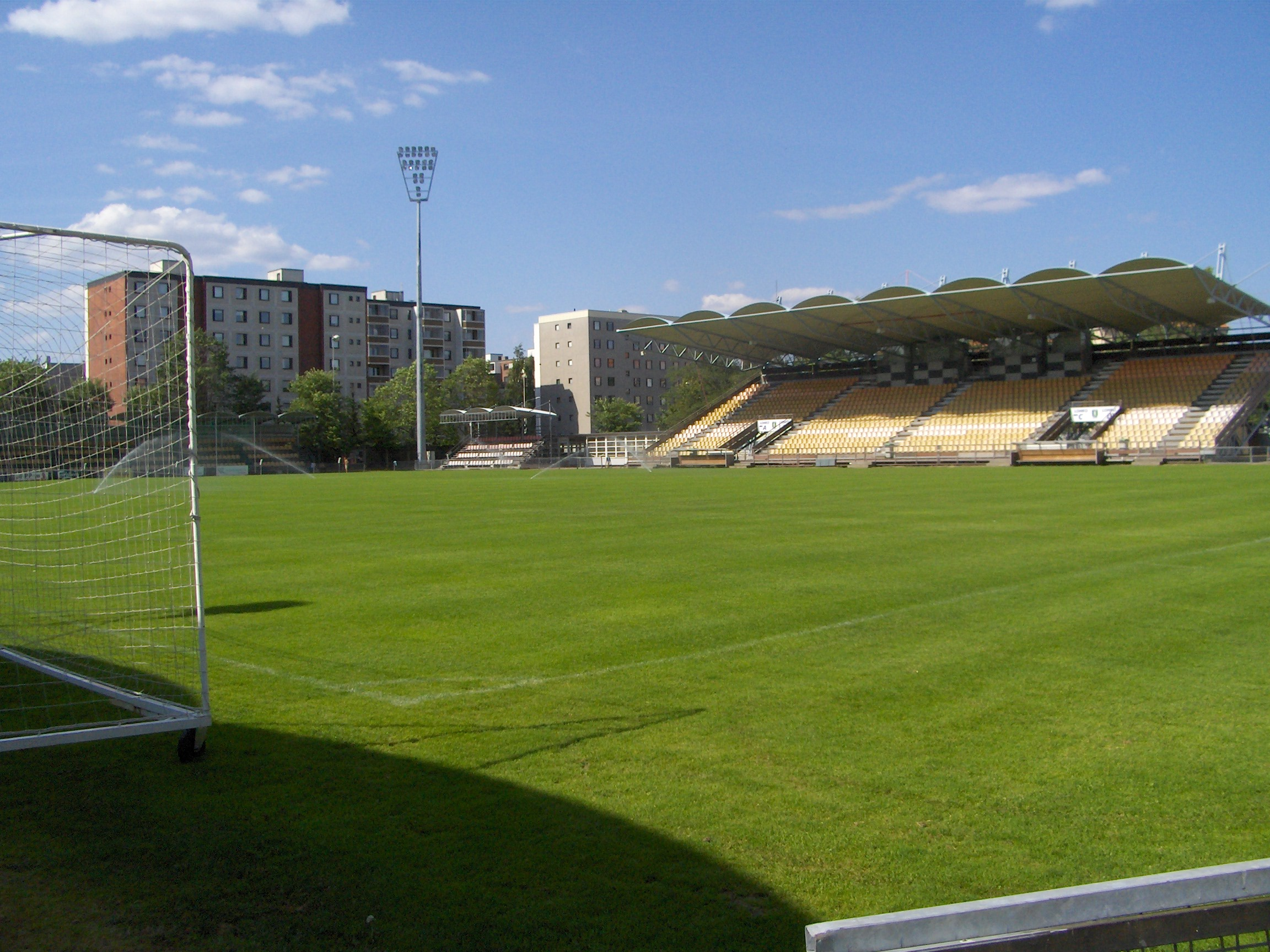
Tammelan Stadion.

Su estadio es el Tammelan Stadion, sin embargo, entre 2020 y 2023, jugarán en el Estadio de Tampere, mientras esperan que se renueve su estadio de Tammelan.

## Palmarés
- Primera División de Finlandia: 1

1983
- Segunda División de Finlandia: 1

1978
- Tercera División de Finlandia: 1

2012
- Copa de Finlandia: 4

1978, 1990, 2019, 2023

## Participación en competiciones de la UEFA
| Temporada | Torneo                     | Rival            | Marcador            |
| --------- | -------------------------- | ---------------- | ------------------- |
| 1981      | Recopa de Europa de Fútbol | Feyenoord        | 1–3, 2–4            |
| 1984      | Copa Europea               | Juventus FC      | 0-4, 1-2            |
| 1986      | Copa UEFA                  | Glasgow Rangers  | 0–4, 2–0            |
| 1991      | Recopa de Europa de Fútbol | Glenavon FC      | 2–3, 2–1            |
| 1991      | Recopa de Europa de Fútbol | AS Roma          | 1–1, 2-5            |
| 2018      | UEFA Europa League         | Slavia Sofia     | 0–1, 1–2            |
| 2020-21   | UEFA Europa League         | Shamrock Rovers  | 2–2 (11:12 pen.)    |
| 2024-25   | UEFA Conference League     | Austria Viena    | 2-1, 3-4 (5:4 pen.) |
| 2024-25   | UEFA Conference League     | Djurgårdens      | 1-1, 1-3            |
| 2025-26   | UEFA Europa League         | Shakhtar Donetsk | 0-6, 0-0            |
| 2025-26   | UEFA Conference League     | AZ Alkmaar       | 4-3, 0-5            |

## Jugadores

### Jugadores destacados
| - Yrjö Asikainen - Petri Heinänen - Ari Hjelm - Toni Kallio - Toni Kuivasto - Jussi Kujala - Raimo Kuuluvainen - Martti Kuusela - Markku Linnusmäki - Teuvo Moilanen - Jari Niemi |  | - Seppo Nikkilä - Jari Niinimäki - Henri Scheweleff - Arto Uimonen - Markku Wacklin - Mike Belfield - Gocha Tkebuchava - Marek Czakon - Oleg Ivanov - Valeri Popovitch |

### Altas y bajas 2023-24 (verano)
Altas 
| Jugador | Nacionalidad | Posición | Procedencia  | Tipo | Precio |
| ------- | ------------ | -------- | ------------ | ---- | ------ |
|         | Bandera de ? |          | Bandera de ? |      |        |

Bajas 
| Jugador | Nacionalidad | Posición | Destino      | Tipo | Precio |
| ------- | ------------ | -------- | ------------ | ---- | ------ |
|         | Bandera de ? |          | Bandera de ? |      |        |

## Entrenadores
- Raimo Vasama (1975)
- Martti Halme (1976–1977)
- Pertti Mäkipää (1978–1981)
- Jussi Ristimäki (1982–1984)
- Turo Flink (1985–1986)
- Harri Holli (1987–1989)
- Jussi Ristimäki (1990)
- Ian Crawford (1991–1992)
- Matti Paatelainen (1993)
- Markku Wacklin (1993–1994)
- Esa Kuusisto (1995–1996)
- Arto Uimonen (1997)
- Ari Hjelm (1997)
- Kari Nikkilä (1998)
- Janne Salovaara / Jarmo Virtanen (2001)
- Veijo Visuri (2008–2009)
- Valeri Popovitch (2010–11)
- Mika Malinen (2012–2014)
- Keith Armstrong (2015)
- Jarkko Wiss (2016–2021)
- Toni Kallio (2021–2023)
- Joni Lehtonen (2023)
- Joonas Rantanen (2023–presente)